# Положинський Олександр Євгенович
Олекса́ндр Євге́нович Положи́нський (нар. 28 травня 1972, Луцьк, Волинська область, Українська РСР, СРСР) — український співак і шоумен, лідер українського гурту «Тартак», створеного 1996 року, проєкту «Був'є» (2014), проєкту «Ол. Ів.'Є» (2019), ведучий радіо «НВ». Військовослужбовець 47-ї бригади ЗСУ.

## Життєпис
Олександр народився 28 травня 1972 року у Луцьку. Співати почав дуже рано, коли виступав на святкових ранках.
Навчався у Луцькій школі № 15.
В 1987-му році, після закінчення 8-го класу, вступив до Львівської республіканської спеціальної школи-інтернату з посиленою військово-фізичною підготовкою.
Вища освіта — економічна, Олександр закінчив економічний факультет Луцького технічного університету за спеціальністю «економіка підприємства» та військовий інтернат у Львові. Саме у цьому інтернаті Сашко отримав одне зі своїх прізвиськ — Коміс (інтернатно-військове від «комісар»). На перших курсах університету він постійно погано вчився, однак на III курсі став відмінником і почав брати участь у КВК.

### Творча кар'єра
Сашко почав грати разом із луцьким гуртом «Мухи в чаї», з яким грали кілька його пісень та з яким він дебютував на сцені. Долучився як шоумен до панківського проєкту «Макаров & Петерсон», з яким пробував виступати на сцені.
1996 року Олександр дізнався про фестиваль Червона Рута. Для участі в ньому потрібно було мати гурт, три пісні та подати заяву. Гурту не було, однак була назва й чотири пісні. Одну заявку написав від гурту «Макаров & Петерсон» в категорію рок-музики, а іншу, від «Тартака» — у сучасну танцювальну музику. Згодом знайшлися й інші учасники для новоствореного гурту «Тартак». Положинський став його лідером та автором більшости пісень.

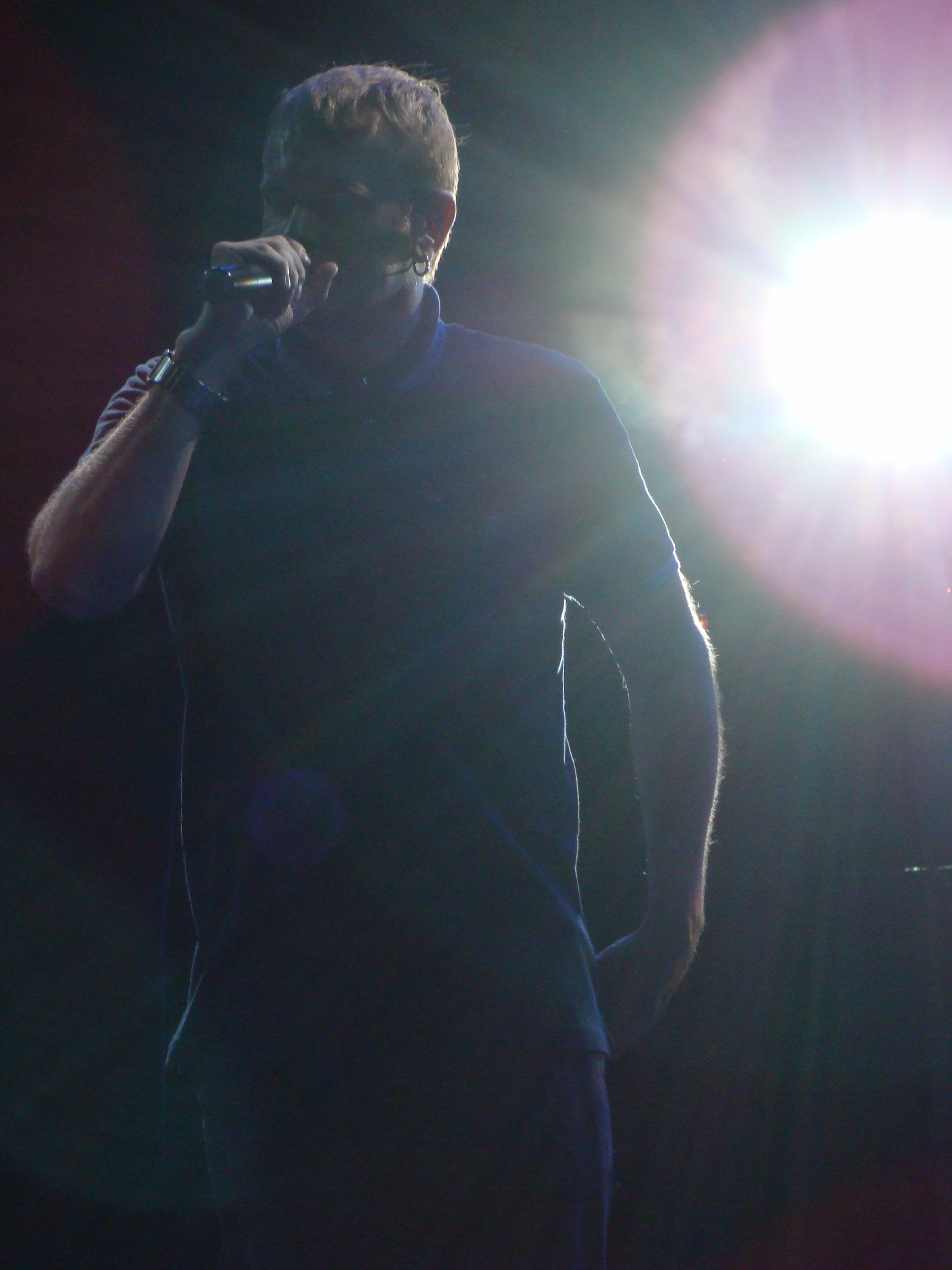
Положинський у 2011

У гурті «Тартак» обіймав найважливішу посаду: Сашко був (до лютого 2020 року) художнім керівником, співпродюсером, вокалістом, шоуменом, бі-боєм, секс-символом, тартаменом і старійшиною, а також автором текстів.
За сумісництвом працював ведучим на телебаченні та радіо. Протягом 2001—2002 років він вів програму для шанувальників російської естради «Русские горки» на каналах ICTV та М1. У цій програмі ведучий іронізував над представниками російської попси, які є для нього відверто нецікавими, а іноді навіть смішними. Але таким чином російський шоу-бізнес допоміг українському гурту записати дебютний альбом гурту «Тартак» «Демографічний вибух».

Також Сашко вів передачу «Свіжа кров» на телеканалі М1, яка займалася пошуком і підтримкою молодих талановитих гуртів. Сашко брав у цьому активну участь, допомагаючи новачкам.
З 1 жовтня 2007 року він разом з Романом Давидовим, Андрієм Кузьменком та Ігорем Пелихом (до травня 2009) вів ранкове «ДСП-шоу» на радіо «Європа плюс». Зокрема, разом із Кузьмою мав рубрики «Сон в руку», «Сейф», «Morning star», «Зі своїм самоваром», «Чисто пісня», «Швиряй-шоу» та «Дзвінок другу».
З 2018 року до 27 травня 2020 року вів авторську програму «Звуки про» на Радіо NV.
У своєму прагненні донести до молоді український фольклор, 2006 року Положинський співпрацював з народним колективом Гуляйгород, результатом чого стало створення однойменного альбому, в якому українська народна творчість набула сучасного звучання. Одним із проєктів є запис разом з Орестом Крисою та Едуардом Приступою альбому «ПоНеДілОК», у якому музичного супроводу дістали уривки з відомих творів українських класиків.
Сашко Положинський про музику:

| "— Це велика частина мого життя. Музика постійно зі мною, завжди в мені. Я чую її не лише з динаміків чи навушників — вона і в шумі лісу, і в світлі зірок, і в гудінні мого авто...".[10] |
2007 року взяв участь у створенні альбому білоруського опозиційного гурту Чырво́ным па Бе́лым — результатом співпраці стала пісня «UA 4 BY», записана з київським гуртом Епіцентр Унії.
У 2009 році заснував сольний проєкт «СП», в доробці якого є пісні «Виберіть Мене!» (2009), випущена напередодні президентських виборів та «Цицідупа» (2010) (текст). «Цицідупа» — присвячена певній категорії дівочих попгруп.
У 2011 році став продюсером та відібрав пісні до альбому сучасних українських ліричних пісень «По-Вільно», виданого зі студією «Кофеїн». До збірки увійшли треки таких виконавців як: Мотор'Ролла, Крихітка, Нічлава-Блюз, Арсена Мірзояна, Пропала Грамота, Флайза, Юлія Лорд, Аліса Космос, Валентина Поворозника, Тетяни Канюки, Валерії Калужської, Бажани, Entree, Десь Поруч, Ті Що Падають Вгору, Леся Герасимчук та Суб Тон Боя. 
Також у 2011 році виступив продюсером календаря 2012 року «УПА. Люди та зброя», виданого Центром досліджень визвольного руху.
У 2012 році спробував себе у ролі режисера кліпу «Тартака» «Моральний секс».
2014 року заснував проєкт «Був'є», з яким видав два альбоми у 2015 та 2019 роках. Задля підтримки збірної України з футболу спільно з телеканалами «Футбол 1/2» записали кліп на пісню «Ось Тобі Моя Рука».
Докладніше: «Був'є»
2019 року разом з фронтменом гурту Karta Svitu Іваном Маруничем створив дует «Ол. Ів.'Є».
Докладніше: «Ол. Ів.'Є».
У 2019 році Олександр також долучився до створення волонтерського табору «Тартаків&Тартак», для відродження пам'ятки архітектури національного значення Тартаківського палацу XIX ст.
Сашко Положинський про «народження» нових пісень:

| "— Різні по-різному. Якась виношується в тобі роками, виколихується, виходить із тебе мало не з потом і кров’ю, а інша — ррраз! — і готова. Майже в лічені хвилини. І народ ніколи не здогадається, яка з них яка — хіба тільки вгадати може.".[18] |
5 лютого 2020 року після виходу з суду над Андрієм Антоненком, де виступав як свідок (відео) оголосив про вихід з гуртів Тартак та Був'є.
15 вересня 2020 року Олександр Положинський в київському клубі Caribbean Club презентував свій новий проєкт з назвою «Олександр Положинський та „Три Троянди“». До проєкту також увійшли три музикантки: Валерія Паляруш (піаніно), Марта Ковальчук (бас-гітара, контрабас), Марія Сорокіна (барабани). Проєкт виконує концертну програму «Лірика», до якої увійшли різні, переважно ліричні, пісні з репертуару «Тартака», «Був'є» та «Олів'є» в новому аранжуванні. Ідея проєкту в Олександра з'явилась після відвідин концерту Валерії Паляруш з бажанням почути власні пісні в аранжуванні піаніно. Назва проєкту «Три Троянди» запозичена в однієї з пісень «Ол. Ів.‘Є».
В 2021 році брав участь з сольною програмою «Вишневий джем» на фестивалі «Бандерштат».
5 вересня 2023 року провів у МЦКМ концерт дуетів з іншими виконавцями та гуртами, з якими співпрацював в різний час, зокрема з Анатолієм Говорадло (гурт "Світязь"), Роллік'с, Флайза, Катею Chilly, Гуляйгород, Андрієм Підлужним, Арсеном Мірзояном, Віталієм Кириченко (гурт "Нумер 482"), Тонею Матвієнко, Бажаною, Іваном Маруничем, Алісою, Віктором Вербою.

### Військова служба
В лютому 2022 року Положинський підписав контракт на проходження військової служби в резерві ЗСУ, у травні перебував на службі в 47 батальйоні (пізніше 47 штурмовий полк і 47-ма окрема механізована бригада). Записав пісню, присвячену волонтерам.
Влітку 2022 році став командиром відділення. Після 8 місяців служби у Олександра загострилися проблеми зі здоров'ям.
З лютого 2023 року перебував у відрядженні в Києві, допомагаючи військовослужбовцям бригади дистанційно, а в листопаді остаточно перейшов в іншу військову частину.
2 квітня 2024 року Олександр Положинський доєднався, як радіоведучий до Армія FM з программою “Вечірній По”. 21 грудня 2024 року Олександр Положинський повідомив, що завершився його радіопроект «Вечірній По» на Армія FM.
16 травня 2025 року на власному Youtube каналі вийшов альбом "ЗСУВ"

## Пісні

### Сольні пісні
- «Морська піхота» (трек) — пісня, написана для рівненського гурту Ot Vinta, яку проте спільно не вдалось записати, тож вийшло дві версії кожного з виконавців (трек гурту Ot Vinta)[38].
- 12 сольних пісень об'єднав в альбом «Попри Все», опублікований в мережі у квітні 2023 року.[39]
- Спалахи (трек), опублікована в мережі в листопаді 2023 року.[40];
- На висоті (трек), опублікована в мережі в 29 лютого 2024 року[41]

### Спільно з власним проєктом Був'є
- презентував кліп на нову пісню «Гасли ми»[42]
- записав пісню «Клаптики Холодного Вогню»;
- записав пісню «Моєї дискотеки треки».

## Інші записи пісень та кліпів
- Для Руслани написав текст пісні «У ритмі серця»;[43][44]
- для Kozak System дописав вірш Василя Симоненка «Ну скажи, хіба не фантастично…» допомігши створити пісню «Не моя» (трек);[45]
- з гуртом Фіолет записали пісню «Вагомі слова» (трек);
- з гуртом Double Life записали трек на пісню «Тобі» (трек);[46]
- з гуртом Alexjazz & The Cancel та Ірою Швайдак записали трек на пісню «Вокзали» (трек);
- з гуртом Entree (Н.Три) записали трек на пісню — «Ми трава» (трек);
- з гуртом  виконував пісні "Вродливе м'ясо" (трек) та "Леді Ду" (трек)[47][48];
- з гуртом Мотор‘Ролла "Я не бачу кольорових снів" (трек)
- з гуртом Абы МС "Єдине, що я можу сказати mo' scully" (трек)
- написав слова та спільно з гуртом Riffmaster зняли кліп на пісню «Земля»;
- з Арсеном Мірзояном написали та виконали пісню «Фура і артисти», присвячену всім музикантам, які рано пішли з життя. Презентація пісні відбулась в день смерті одного з них — Андрія Кузьменка
- написав слова до пісні «Завжди Перші!» (трек), присвяченої Десантно-штурмовим військам ЗСУ;[49][50]
- в рамках проєкту «Так працює пам'ять», присвяченого Данилу Дідіку Олександр Положинський та «Три троянди» записали пісню «Несподівано»;
- взяв участь в кліпі Yarmak на пісню «Потрібен живим»;[51]
- спільно з Віктором Вербою (соліст гурту "Мотанка") записав трек «Загубив душу»;[52]
- з співачкою ASILIA записав пісню «Як Ти Там?» (трек)
- написав слова на пісню «Можливо», яку виконала Тетяна Канюка (трек);
- написав слова до пісні «Вічна Молодість» пам'яті Героїв Крут (виконує Борис Севастянов)[53]
- спільно з Тарасом Петриненко записав пісню «ЧАС» (трек)[54].

## Особисте життя
У вільний час віддає перевагу активному відпочинку, займається сноубордингом та грає у футбол. Не одружений.
Улюблені музичні гурти — Bush, Papa Roach і Тартак. Книжка, що справила найбільше враження — «Алхімік» Пауло Коельйо. Сашко принципово не читає решту романів бразильського письменника, аби не зіпсувати чудового враження. З українських — Улас Самчук «Марія» та Оксана Забужко «Польові дослідження з українського сексу».
Олександр Положинський про самовиховання:
| "Вчасно і уважно прочитана книга може вплинути на формування людської особистості, і якщо цю книгу ти обрав для себе сам, то це і є самовиховання.".[4] |
Три фільми, що справили найбільше враження — «Хоробре серце» — за батальні сцени, «Вогнем і мечем» — негативне висвітлення українців, «Воїн» — фільм корейського виробництва за якість і красу.
Улюблений вислів — «Треба жити так, щоб було добре мені, і при цьому нікому не заважати».

## Нагороди
- 2013 — Лауреат премії імені Василя Стуса[55]
- 2020 — відмовився від ордена «За заслуги» III ступеня, вважаючи, що Президент Зеленський повинен натомість вручити такі нагороди музиканту Андрію Антоненку («Ріффмастер»), лікарці Юлії Кузьменко та медсестрі Яні Дугарь (фігурантам справи про вбивство журналіста Павла Шеремета).[56]

## Громадська позиція та діяльність
Співорганізатор акції з 14 музично-інтерактивних концертів у містах центральної України на підтримку української мови «Не будь байдужим». Брав участь у проєкті «Почувайся європейцем — розмовляй українською!» на радіо «Луцьк»

Окрім того, Положинський відомий своєю патріотичною громадською позицією, яку він неодноразово засвідчував у текстах своїх пісень та під час публічних виступів. Зокрема, трек «Я не хочу» з альбому Музичний лист щастя став неофіційним гімном Помаранчевої революції, а написана у співавторстві з Андрієм Підлужним пісня «Не кажучи нікому» є однією з небагатьох сучасних композицій, присвячених українським повстанцям.
Докладніше: «Не будь байдужим!»
Входив до Ради народного об'єднання «Майдан».
Спільно з іншими музикантами виступає на підтримку воїнів ЗСУ, які перебувають в ОСС (АТО). Так, у 2015 році спільно з музикантами «Riffmaster» виступали для 3-го окремого полку спецпризначення та 72-ї окремої механізованої бригади Спільно з іншим учасником проєкту «Ол. Ів.'Є» Іваном Маруничем виступали для військових у Волновасі, після чого і заснували згаданий проєкт. Спільно з Арсеном Мірзояном вітали військових 128-ї ОГШБр, а з гуртом «Ukiez» військовослужбовців Національної гвардії.
Положинський про ситуацію в країні:
| "Я не можу в цьому випадку вдягнути маску безтурботності, робити вигляд, що ніхто не гине, ніхто не мучиться, що немає людей в госпіталях з відірваними кінцівками, я не можу вдавати, що не бачу мільйони людей, які не мають де жити, бо їм довелося втікати з домівок, і не можу зробити вигляд, що задоволений тим, що робиться в країні, діями чиновників, не можу робити вигляд, що я задоволений протестним рухом – я розумію, що він іде не в тому напрямку, в якому, на мою думку, він мав би рухатись. Задіяно багато людей, які за своїми ідеалами і близько не стоять до цього всього, просто задовольняють особисті інтереси".[65] |
Спільно з Іваном Маруничем підтримали ініціативу проти забудови, ініціювали всеукраїнську інформаційну кампанію за збереження гірського масиву Свидовця (Free Svydovets).
У травні 2018 записав відеозвернення на підтримку ув'язненого у Росії українського режисера Олега Сенцова.
Сашко носить титул Почесного Пластуна. З гуртом «Був'є» створив окремий сингл «Легіон», створений спеціально для пластунів і пластового табору «Легіон». Пластуни Дніпра на слова Олександра Положинського записали пісню про дотримання умов карантину, пов'язаного з коронавірусом.
В 2020 році в ЗМІ поширилися чутки про те, що Положинський йде в мери Луцька. Олександр спростував ці чутки, написавши на своїй сторінці у фейсбуці, що воліє залишитися незалежним, а журналістам варто перевіряти інформацію з першоджерел.
Спільно з агенцією Postmen та Іваном Маруничем записали відео та зняли кліп на пісню «Мільйон на дрон» для підтримки збору на FPV-дрони для 68-ї окремої єгерської бригади.
В 2024 році його фото в соцмережах спробували використати в шахрайській схемі.

## Цікаві факти
За власними словами, Положинський не зміг опанувати нотну грамоту, тому і не став справжнім музикантом:

| "Я багато років працюю пліч-о-пліч з професіоналами своєї справи, і навряд чи навчусь грати на бас-гітарі краще, ніж наш бас-гітарист, або ж на барабані – краще, ніж наш барабанщик.".[4] |